# Tabebuia myrtifolia
Tabebuia myrtifolia é uma árvore do gênero Tabebuia.